# Институт за књижевност и уметност
Институт за књижевност и уметност (ИКУМ) је научна установа основана 15.09.1962. године на предлог академика Војислава Ђурића. Од 01.01.1963. године Институт ради као самостална научна установа. Седиште Института налази се у Београду.

## Историја
Институт за књижевност и уметност настао је из Центра за теорију књижевности и уметности Филолошког факултета у Београду. Извршно веће је, на предлог академика Војислава Ђурића, донело Уредбу о оснивању Института за књижевност и уметност 15.09.1962. Оснивачи Института су: Извршно веће Скупштине Србије, Српска академија наука и уметности, Филолошки факултет у Београду и Универзитет уметности у Београду. Самостална научна установа је постао 01.01.1963. године и дан данас има исти статус. Убрзо након што је основан, Институт је постао једна од већих и угледнијих научних установа у области науке о књижевности у тадашњој Југославији, а тај углед сачувао је и до данашњих дана.
Институт се од 1963. до 2002. године налазио у поткровљу Рударског факултета, у близини Ботаничке баште, а од тада се налази у уредно сређеним просторијама у Дому Вукове задужбине (Краља Милана 2) у центру Београда, где се и данас налази.
Основни правци делатности Института за књижевност и уметност су књижевноисторијска, компаратистичка, књижевнотеоријска и поетичка истраживања. Она се системски прате и проучавају кретање и развитак стваралачке критике код нас и у свету из области историје и теорије књижевности, естетике, компаратистике и поетике.

## Пројекти
Истраживање у Институту је тренутно подељено на више различитих области. Различите могућности истраживања најбоље описују пројекти ИКУМ-а:
- Смена поетичких парадигми у српској књижевности XX века: национални и европски контекст
- Српско усмено стваралаштво у интеркултурном коду
- Културолошке књижевне теорије и српска књижевна критика
- Улога српске периодикe у формирању књижевних, културних и националних образаца
- Српска књижевност у европском културном простору

Осим стално запослених истраживача у ИКУМ-у, на пројектима учествују и спољни сарадници Института: универзитетски професори и други научни радници.

## Организација Института
Области научног истраживања које су биле подељене кроз пет пројеката се, од 2020. године, реализују у седам различитих научних одељења: 
- Периодика у историји српске књижевности и културе
- Одељење за историју српске књижевне критике и метакритике
- Одељење за фолклористику
- Српска књижевност и културна самосвест
- Упореднa истраживањa српске књижевности
- Поетика модерне и савремене српске књижевности
- Одељење за теорију књижевности и уметности[3]

## Директори Института
Директори Института били су:
- Војислав Ђурић (1963-1966)
- Душан Пухало (1966-1968)
- Зоран Константиновић (1968)
- Предраг Палавестра (1968-1976)
- Миодраг Матицки (1977–2005)
- Весна Матовић (2006-2014)
- Бојан Јовић (2015-надаље)[1]

## Издања Института
Делатност ИКУМ-а се најбоље огледа у разноврсним и бројним издањима. Многа од њих су доступна у штампаним верзијама и могу се наћи у Библиотеци ИКУМ-а.
Издања која су објављена после 2006. године су такође доступна у дигиталном формату, а налазе се у електронској бази података којој се може приступити једино преко виртуелне библиотеке ИКУМ-а.

### Нова издања
Одабрана нова издања Института:
Књижевност, култура, идентитет – међународни зборник радова у част проф. др Јована Делића
ур. Светлана Шеатовић, Александар Јерков, Предраг Петровић
Институт за књижевност и уметност, Београд, 2020.
Поезија Ане Ристовић
ур. Светлана Шеатовић
Задужбина Десанка Максимовић : Народна библиотека Србије : Институт за књижевност и уметност, Београд, 2020.
О светлости старијој од несреће. Eсеји о српској поезији и култури
Јовановић Александар
Институт за књижевност и уметност, Београд, 2020.
Љиљан модри : Кристијан Фридрих Темлер и јужни Словени
Пер Јакобсен, Персида Лазаревић Ди Ђакомо
Институт за књижевност и уметност, Београд, 2020.
Знаци распознавања : прилози за саморазумевање српске књижевности
Драган Хамовић
Catena mundi : Институт за књижевност и уметност, Београд, 2020.
Војислав Илић и рађање модерне српске поезије
ур. Предраг Петровић, Недељка Бјелановић
Институт за књижевност и уметност : Дучићеве вечери поезије, Београд : Требиње, 2020.
Српска књижевност почетком 20. века: модерност и стари задаци
ур. Драган Хамовић, Јана Алексић
Институт за књижевност и уметност, Београд, 2020.
Српски (о)квир: Прилози за читање српске књижевности у светлу квир теорије
Игор Перишић
Институт за књижевност и уметност, Београд, 2020.
Женски покрет (1920–1938): библиографија
Јованка Пољак, Оливера Иванова
Институт за књижевност и уметност, Београд, 2019.
У залеђу Средоземља : Медитеран у модерној српској књижевности
Светлана Шеатовић
Институт за књижевност и уметност, Београд, 2019.

### Монографије и библиографије
Одабране монографије и библиографије:
О светлости старијој од несреће. Eсеји о српској поезији и култури
Јовановић Александар
Београд: Институт за књижевност и уметност, 2020.
Јунак и сиже епске песме
Данијела Петковић
Београд: Институт за књижевност и уметност, 2020.
Књижевно дело Љубена Каравелова на српском језику
Александар Пејчић
Београд: Институт за књижевност и уметност, 2018.
Дело Доситеја Обрадовића у европском књижевно-културном контексту – културно-историјски одјеци немачке просвећености Хале-лајпцишког интелектуалног круга на јужнословенским просторима
Драгана Грбић
Београд: Институт за књижевност и уметност, 2018.
Вештица: културно-историјски контекст
Београд: Институт за књижевност и уметност, 2018.
Марија Шаровић
Фигура гуслара : хероизирана биографија и невидљива традиција
Смиљана Ђорђевић Белић
Београд: Институт за књижевност и уметност, 2017.
Постфолклорна епска хроника : жанр на граници и границе жанра
Смиљана Ђорђевић Белић
Београд: Чигоја, Институт за књижевност и уметност, 2017.
Српсковизантијско наслеђе у српском послератном модернизму : Васко Попа, Миодраг Павловић, Љубомир Симовић, Иван В. Лалић
Марко Радуловић
Београд: Институт за књижевност и уметност, 2017.
Дадаистички часописи
Предраг Тодоровић
Београд: Институт за књижевност и уметност, 2016.
Пут ка усправној земљи : модерна српска поезија и њена културна самосвест
Драган Хамовић
Београд: Институт за књижевност и уметност, 2015.

### Зборници
Зборници су део тимског рада сарадника или више пројекта или су резултат научних скупова које организују институтски пројекти.
Неки од зборника:
Књижевност, култура, идентитет – међународни зборник радова у част проф. др Јована Делића
ур. Светлана Шеатовић, Александар Јерков, Предраг Петровић
Институт за књижевност и уметност, Београд, 2020.
Поезија Ане Ристовић
ур. Светлана Шеатовић
Задужбина Десанка Максимовић : Народна библиотека Србије : Институт за књижевност и уметност, Београд, 2020.
Књижевни и критичарски опус Милана Кашанина
ур. Јана Алексић, Ђорђе Нешић
Институт за књижевност и уметност : Културни и научни центар Милутин Миланковић, Београд : Даљ, 2019.
Прилози за поетику Бранислава Петровића
ур. Драган Хамовић
Институт за књижевност и уметност : Градска библиотека Владислав Петковић Дис, Београд : Чачак, 2019.
Песнички завичај Десанке Максимовић
ур. Шеатовић Светлана, Опачић Зорана
Институт за књижевност и уметност : Задужбина Десанка Максимовић : Дучићеве вечери поезије, Београд, 2019.
Књижевност – теологија – философија:
тематско-проблемски зборник радова у спомен Милану Радуловићу
ур. Кристијан Олах, Милица Мустур
Институт за књижевност и уметност : Православни богословски факултет Светог Василија Острошког, Београд : Фоча, 2018.
Поетика Милутина Бојића
ур. Јован Делић, Светлана Шеатовић
Институт за књижевност и уметност : Библиотека Милутин Бојић, Београд, 2017.
Песничке теме и поетички модели Алексе Шантића
ур. Јован Делић, Бојан Чолак
Институт за књижевност и уметност, Београд, 2017.
О поезији и о поетици Борислава Радовића
ур. Драган Хамовић
Институт за књижевност и уметност, Београд, 2017.
Преплитања и укрштања (хибридност у књижевности)
ур. Кринка Видаковић-Петров
Институт за књижевност и уметност, Београд, 2016.

### Књижевна историја
Књижевна историја покренута је као часопис цетињског издавачког предузећа Обод а касније и ИП Вук Караџић, 1968. године. Њен покретач и први главни уредник био је Александар Петров, а након њега Јован Деретић.

## Библиотеке
Библиотека ИКУМ-а поседује преко 10000 публикација, међу којима се налазе књиге, годишњаци, зборници, сабрана дела, приручници и друго, као и око 500 наслова различитих часописа од којих се многи не могу наћи ни у једној библиотеци у Србији.
Већина текстова се може преузети у електронском облику у оквиру Дигиталне библиотеке Института.

## Научни скупови
Један од облика истраживачког рада институтских пројеката су научни скупови које финансира надлежно Министарство науке Србије. У зависности од ранга, типа учесника, области и дисциплина које су обухваћене, могу бити националног, регионалног или међународног карактера; неки су књижевнотеоријске природе, други су више окренути књижевноисторијској проблематици, неретко укључују и друге граничне научне дисциплине (естетика, културологија, историја уметности, филозофија) и они су интердисциплинарни.
Такође се организују и са сродним научним институцијама из разних земаља (Пољска, Немачка, Бугарска, Босна и Херцеговина) или су у њих укључене националне научне институције, посебно локалне (централне библиотеке појединих региона).

### Одржани скупови
2016.
Десничини сусрети 2016.
Сусрет Сефарда и Ашкеназа на Западном Балкану: између традиције и промена
2015.
Савремена српска фолклористика III
2014.
Савремена српска фолклористика II
Авангарда: од даде до надреализма
2012.
Песничко дело и мисао о поезији Милована Данојлића
2011.
Песничка поетика Оскара Давича
2010.
Писци као творци језика
Поезија и поетика Љубомира Симовића
2009.
Песништво и књижевна мисао Миодрага Павловића
Нова Европа
2008.
Модерни класициста Јован Христић
Међународни научни скуп Поетика Борислава Пекића
Поезија и поетика Јована Дучића
2007.
Постсимболистичка Поетика Ивана В. Лалића
Представљање родних идентитета у балканским књижевностима и културама
2006.
Слика о другом у балканским и средњоевропским књижевностима
Поетика Милана Ракића